# 阿塔努尔
阿塔努尔（Athanur），是印度泰米尔纳德邦Namakkal县的一个城镇。总人口9014（2001年）。

## 人口
该地2001年总人口9014人，其中男性4581人，女性4433人；0—6岁人口1011人，其中男523人，女488人；识字率54.84%，其中男性为64.11%，女性为45.25%。